# LightDM
LightDM è un gestore di accesso al desktop utilizzato in passato da Ubuntu e creato come alternativa a GDM. È sviluppato presso Canonical e a tutti i contributori è richiesto di cedere i loro diritti d'autore a Canonical.

## Caratteristiche
Adottato di default dalla versione 11.10 di Ubuntu, utilizza un backend WebKit per disegnare interfacce di login basate sul linguaggio HTML. ed offre le stesse funzionalità di GDM, ma ha anche una base di codice più semplice e non necessita delle librerie specifiche di GNOME per funzionare. Per questo motivo, LightDM è stato scelto come display manager predefinito per Ubuntu (fino alla versione 17.10) e Xubuntu 11.10.
LightDM supporta le liberia standard PAM, logind (parte di systemd) e può funzionare su server grafici X, Wayland e Mir. Ha il supporto per login remoti con protocolli XDMCP e VNC.

## Nelle derivate Ubuntu
Viene utilizzato in molte delle derivate tra cui Xubuntu, Lubuntu e altre. Ogni distribuzione adotta poi uno stile diverso e la grafica può comunque essere modificata mediante i file di configurazione.
Questa interfaccia è preinstallata su Xubuntu e Lubuntu con configurazioni diverse.
Nella sua ultima versione, anche Raspbian ha adottato LightDM.